# Monor
Monor is een plaats (város) en gemeente in het Hongaarse comitaat Pest. Monor telt 18 268 inwoners (2007).